# Visum

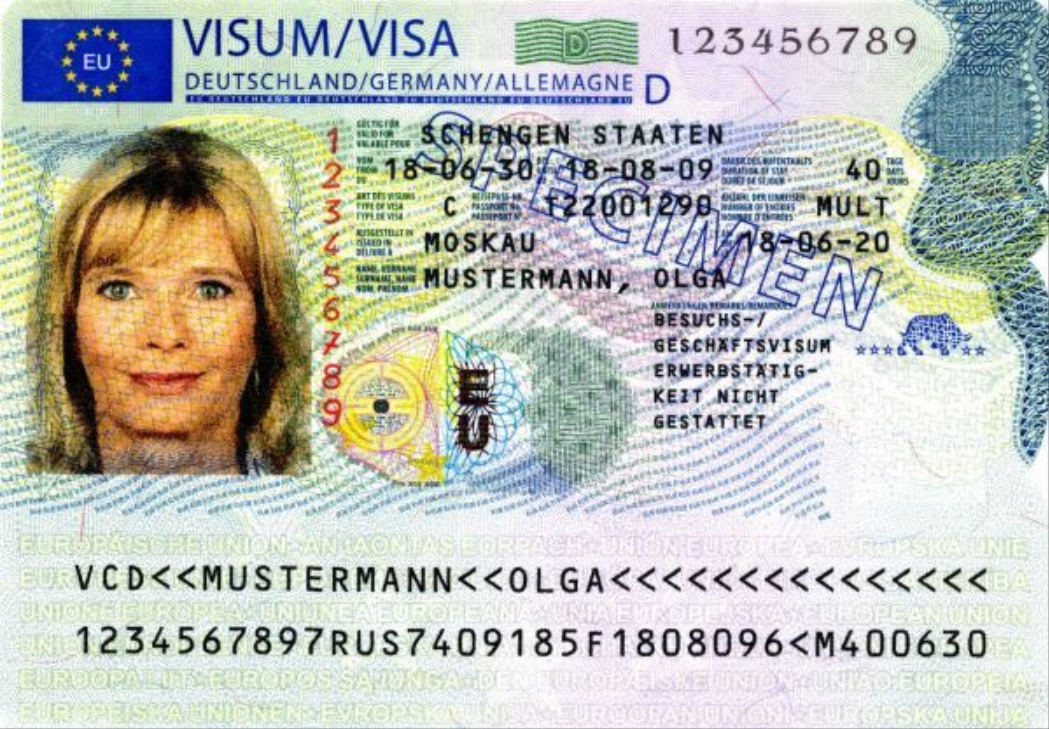
Ett enhetligt Schengenvisum som gäller i upp till 90 dagar inom Schengenområdet.

Visum (plural visum eller visa), eller visering, är ett villkorat tillstånd att resa in i, vistas i och/eller resa ut ur ett land. Visum är latin och betyder ”har sett pappren”.
Utländska medborgare som saknar uppehållstillstånd behöver normalt inneha ett visum för att få resa in i ett land. Ett visum i sig ger inte rätt till inresa eller utresa, utan det faktiska beslutet om tillåtelse av in- eller utresa fattas vid gränsen av en gränskontrolltjänsteman och förutsätter att den resande även uppfyller övriga villkor för passage. Vanligtvis innefattar ett lands inresevillkor även (1) innehav av en giltig resehandling (pass) med tillräckligt lång giltighetstid, (2) styrkande av syftet med vistelsen, (3) innehav av tillräckliga medel för personens uppehälle under vistelsen samt (4) att personen inte bedöms utgöra en risk för landets allmänna ordning, inre säkerhet, folkhälsa eller internationella förbindelser.
Ett land kan ensidigt eller genom ömsesidig överenskommelse med andra länder besluta att vissa länders medborgare ska undantas från visumkrav. Dessa medborgare måste normalt fortfarande uppfylla övriga inresekrav, såsom krav på tillräckliga medel, för att få resa in i landet.
Genom bilaterala eller multilaterala överenskommelser kan länder bedriva en gemensam viseringspolitik där gemensamma regler för utfärdande av visum fastställs. Inom ramen för Schengensamarbetet bedriver till exempel alla medlemsstater i Schengenområdet en gemensam viseringspolitik.

## Generella typer

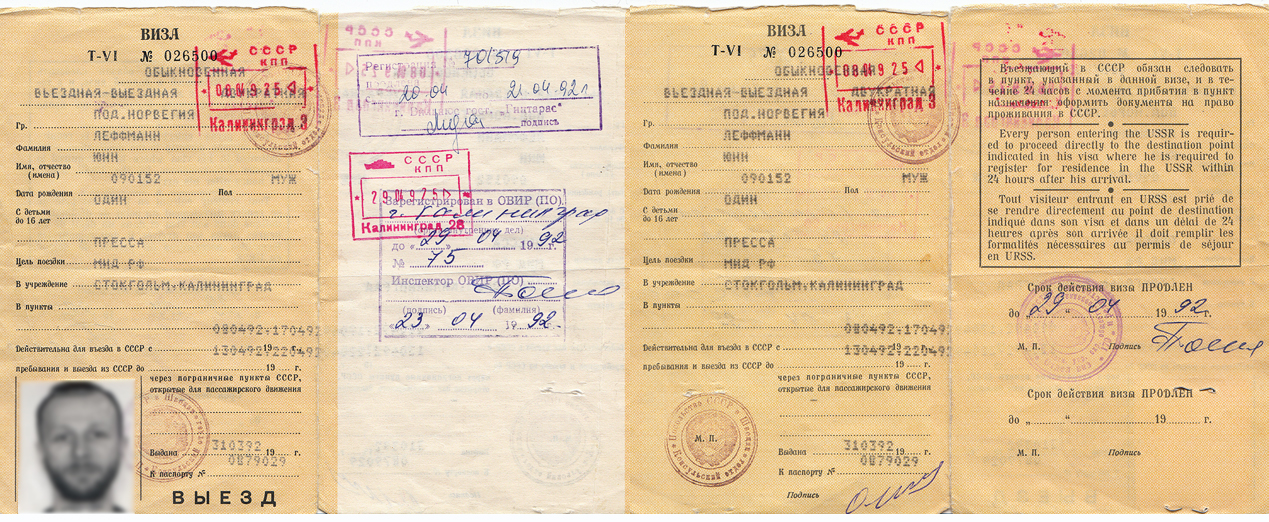
Pressvisum till Ryssland 1992, inresa via Kaliningrad.

Normalt gäller att besökarna måste ha en plan för besöket och ordnad övernattning.
- Turistvisum. Besökarna bor på hotell eller liknande.
- Besöksvisum. Besökarna bor hos vänner eller släktingar.
- Affärsvisum. Besökarna är på tjänsteresa och ska besöka något företag eller organisation.
- Transitvisum. Besökarna ska bara passera landet och ska inte övernatta.
- Övriga kategorier.

Listan varierar mellan länder.
Visumet gäller en viss tid. Oftast schablontid till exempel 90 dagar eller 3 månader, men en del länder ger endast visum för planerad restid.
Visum gäller normalt för en in- och utresa. Men man kan också söka multipelrese-visum, som berättigar till fritt antal resor under en tid. Då ska man normalt ha någon slags kontakter i landet, såsom i arbetet eller släktingar som motiverar återkommande resor.

## Ansökan
Hur ansökan går till varierar, men normalt kontaktar man landets ambassad eller konsulat. I vissa fall kan man söka elektroniskt visum via resebyrå eller Internet, till exempel för Australien och USA. Oftast är det besvärligare. Ofta kan man söka via post.

## Politik
Motiveringen till att ha visum är att myndigheterna vill ha kontroll över vem som kommer till landet. Särskilt oroar man sig för att de ska bosätta sig illegalt, söka asyl eller begå brott. I en del länder oroar man sig särskilt för spioner, i andra mest för terrorister. För medborgare från vissa länder med låg status är det nästan omöjligt att få visum i de flesta europeiska länder inkl. Sverige, såvida inte en välrenommerad svensk organisation garanterar deras ärlighet och uppehållskostnader. Till exempel kan idrottsmän få komma på besök om ett svenskt idrottsförbund garanterar dem.

## Sverige och Schengenstaterna
Undantag från kravet på visering för inresa till Sverige är i allmänhet gemensamma med andra Schengenstater. Listan finns i rådets förordning med senare ändringar. Förordningen innehåller till skillnad mot svensk lag även en lista över länder vars medborgare är skyldiga att ha visum. Ytterligare bestämmelser finns i Utlänningsförordningen och Utlänningslagen. I den tidigare Utlänningsförordningen (1989:547) fanns en utförlig lista.
Det finns åtskilliga ytterligare bestämmelser, till exempel för transitvisum och innehavare av diplomatpass.
Inom Schengensamarbetet finns det en databas med fingeravtryck på de som söker visum kallad Informationssystemet för viseringar som införs bland annat för att motverka asylshopping.

## Utresevisum
Vissa länder kräver även utresevisum för landets egna medborgare, och/eller för andra länders medborgare som vistas i landet.  Detta tillämpas huvudsakligen i länder där staten vill ha politisk kontroll över människors resande, ofta i samband med politisk, ekonomisk, eller social oro.
Sovjetunionen och dess allierade krävde utresevisum för utresa ur landet, och det kunde vara mycket svårt att erhålla visum, särskilt för den som inte var politiskt renlärig.  Av de forna sovjetrepublikerna har Uzbekistan kvar kravet på utresevisum, något som FN har kritiserat.
Även Ryssland har krav på utresevisum. Ryssar får det ganska lätt, om man inte har något otalt med myndigheterna såsom skatteskulder. Det är dock en viss byråkrati med intyg, vilket även gäller utländska arbetare som vill besöka hemlandet. I turistvisum ingår utresevisum, men bara så länge visumet gäller, tills den dag man planerat resa ut. Blir man försenad släpps man inte ut, utan måste ansöka om nytt utresevisum vilket kan vara svårt om man inte kan ryska. Om man tar nattåget Moskva-Helsingfors måste man tänka på att tåget når gränsen några timmar efter midnatt, och ta med den dagen i resplanen vid visumansökan, annars får man problem.
Saudiarabien och Qatar kräver utresevisum, särskilt av gästarbetare.  När en gästarbetare vill lämna landet krävs intyg från arbetsgivaren att arbetaren har uppfyllt alla sina förpliktelser.

## Visumkrav vid kortare vistelse i Schengenområdet
Notera att Wikipedia inte kan garantera uppgifternas riktighet. Kontrollera uppgiften själv före en resa, till exempel via Timatics databas 
Följande tredjeländer räknas upp i rådets förordning. Bestämmelserna omfattar de stater som är bundna av de relevanta bestämmelserna i Schengenregelverket, vilket innefattar Schengenområdet (inklusive Island, Liechtenstein, Norge och Schweiz) samt EU-medlemsstaten Cypern, som förvisso inte har avskaffat sina gränskontroller mot Schengenområdet men som ändå är bunden av delar av Schengenregelverket. Eftersom Irland står utanför Schengensamarbetet är bestämmelserna inte tillämpliga där.

### Krav på visum
Medborgare i följande 136 länder och områden ska ha visering när de passerar medlemsstaternas yttre gränser. Här ingår alla länder i Afrika, flertalet länder i Asien, ett antal länder i Amerika och ett fåtal i Europa.
Lokala resor över östgränsen
De som är bosatta i länder öster om Schengenområdet inom cirka 50 km från gränsen kan få ett speciellt sorts visum som kan ge fritt antal resor till områden strax innanför gränsen under 5 år (med förlängningsmöjlighet). EU-/EES-medborgare bosatta i Schengenområdet nära gränsen har motsvarande möjlighet i de berörda grannländerna. Exakt vilka områden som avses är reglerade i avtal mellan länderna om lokal gränstrafik.
| - Moldavien | - Ryssland |  | - Ukraina |  | - Vitryssland |

För byte mellan två utom-Schengen-flyg på en flygplats inom Schengen behövs normalt inget visum. Men för några länders medborgare behövs visum även för det:
| - Afghanistan - Bangladesh - Kongo-Kinshasa - Eritrea - Etiopien - Ghana | - Irak - Iran - Nigeria - Pakistan - Somalia - Sri Lanka |

### Inga krav på visum
Medborgare i följande länder och områden utanför EU och EES ska vara undantagna från krav på visum inom EU eller EES när det gäller vistelser som sammanlagt inte överstiger 90 dagar under en 180-dagarsperiod. 
| - Albanien - Andorra - Antigua och Barbuda - Argentina - Australien - Bahamas - Barbados - Bosnien och Hercegovina - Brasilien - Brunei - Chile - Colombia - Costa Rica - Dominica - El Salvador | - Förenade arabemiraten - Georgien - Grenada - Guatemala - Honduras - Israel - Japan - Kanada - Kiribati - Malaysia - Marshallöarna - Mauritius - Mexiko - Mikronesiska federationen - Moldavien | - Monaco - Montenegro - Nicaragua - Nordmakedonien - Nya Zeeland - Palau - Panama - Paraguay - Peru - Saint Kitts och Nevis - Saint Lucia - Saint Vincent och Grenadinerna - Salomonöarna - Samoa - San Marino | - Serbien - Seychellerna - Singapore - Storbritannien - Sydkorea - Tonga - Trinidad och Tobago - Tuvalu - Ukraina - Uruguay - USA - Vanuatu - Vatikanstaten - Venezuela - Östtimor |

Europeiska unionen ska år 2025 införa elektroniskt inresetillstånd (kallat Etias) för alla inresande till Schengenområdet, utom för de som behöver visum, har uppehållstillstånd eller är medborgare i EU eller Schengenländer.

## Länder och regioner som kräver inresevisum av svenska medborgare
Notera att Wikipedia inte kan garantera uppgifternas riktighet. Kontrollera uppgiften själv före en resa, till exempel via en ambassad
Notera också att ytterligare ett stort antal länder kräver visum för längre vistelser, och/eller för besök med vissa syften.
|  | - Algeriet - Angola - Benin - Burkina Faso - Burundi - Centralafrikanska republiken - Djibouti - Egypten - Ekvatorialguinea - Elfenbenskusten - Eritrea - Gabon - Ghana - Guinea - Guinea-Bissau - Kamerun - Kap Verde - Komorerna - Kongo-Brazzaville - Kongo-Kinshasa - Liberia - Libyen - Madagaskar - Mali - Mauretanien - Moçambique - Nigeria - Puntland - Rwanda - São Tomé och Príncipe - Sierra Leone - Somalia - Somaliland - Sudan - Tanzania - Tchad - Togo - Uganda - Zambia |  | - Afghanistan - Bahrain - Bangladesh - Bhutan - Indien - Irak (visa on arrival, hela Irak) - Iran - Jemen - Jordanien - Kambodja - Kina (exkl Hongkong & Macao) - Kuwait - Laos - Libanon - Maldiverna - Mongoliet - Myanmar - Nordkorea - Oman - Pakistan - Qatar - Saudiarabien - Sri Lanka - Syrien - Tadzjikistan - Turkmenistan - Östtimor |  | - Azerbajdzjan - Nagorno-Karabach - Ryssland - Kuba - Nauru - Tonga |

### Elektroniskt visum
Flera länder har infört visum som söks över internet. Det finns inte i passet, utan lagras i passkontrollens datorer, kopplat till passnumret. Man kan behöva skriva ut ett kvitto för att få stiga ombord på flygplan. Det söks på internet eller via en resebyrå, vilket måste göras ett antal dagar före resa. Man behöver inte besöka ambassad för det. De räknas som riktiga visum, och gäller de medborgare som behöver visum, och är mest ett sätt att underlätta ansökan. Vissa medborgare kan behöva traditionellt visum ändå. I vissa länder gäller elektroniskt visum bara föra inresa via huvudflygplatsen.
- Armenien
- Azerbajdzjan
- Bahrain
- Etiopien
- Indien
- Kambodja
- Kenya
- Myanmar
- Nepal
- Pakistan
- Papua Nya Guinea
- Rwanda
- São Tomé och Príncipe
- Singapore
- Sri Lanka
- Tadzjikistan
- Turkiet

### Elektroniskt inresetillstånd
Flera länder har krav på inresetillstånd som måste sökas i förväg via internet, men som inte kallas ett visum och därför har lägre krav på resenären än visum.
- USA har det, kallat ESTA (Electronic System for Travel Authorization)[9].
- Kanada
- Australien (eVisitor)
- Nya Zeeland
- Storbritannien (infört november 2023 dock bara för ett fåtal länders medborgare, men kommer cirka 2025 gälla alla visumfria länders medborgare inklusive de från EU, dock inte irländska)
- Surinam

## Uppehållstillstånd
Uppehållstillstånd är ett besläktat dokument som ger utländska medborgare rätt att permanent eller på viss tid vara bosatt i ett land.